# Kurt Angle
Kurt Steven Angle (* 9. Dezember 1968 in Mt. Lebanon bei Pittsburgh, Pennsylvania) ist ein ehemaliger US-amerikanischer Ringer und Profiwrestler. Als Ringer gewann Angle bei den Olympischen Spielen in Atlanta 1996 die Goldmedaille im Freistilringen. Darüber hinaus ist er ein ehemaliger WWE Champion, WCW Champion, World Heavyweight Champion sowie WWE Grand Slam Champion.

## Biografie

### Ringen und Olympische Spiele
Angle, der als sechstes von sieben Kindern geboren wurde und bereits in seiner Jugend ein leidenschaftlicher Freistilringer war, erhielt durch frühe Erfolge schon als Jugendlicher eine Menge Anerkennung. Bereits 1987 war er dreimalig US-Juniorenmeister und zweimal US-Meister im Freistilringen, 1988 wurde er Juniorenweltmeister. Während seiner Zeit als Amateurringer schloss er 1992 sein Geographiestudium an der Clarion-Universität in Pennsylvania mit dem Bachelor of Science ab. Den Höhepunkt seiner Karriere erlebte er 1996 mit 27 Jahren mit dem Gewinn der Goldmedaille bei den Olympischen Sommerspielen in Atlanta. Kurz darauf stellte man fest, dass Angle während des Turniers einen zweifachen Knochenbruch im Bereich der Halsgegend hatte.

### Extreme Championship Wrestling (1996)
Angle nutzte seine Medienpräsenz als Goldmedaillengewinner, um in diversen Werbeauftritten und anderen kleineren Rollen aufzutreten. Allerdings nahm seine Präsenz mit der Zeit stark ab, und er musste sich nach Arbeit umsehen. Aufgrund dessen wurde Angle dazu überredet, am 26. Oktober 1996 bei einer Show der Promotion ECW als Co-Kommentator aufzutreten, um ein Match zwischen den beiden Wrestlern Sandman und Raven zu kommentieren. Als im Verlauf des Matchs Raven den Sandman an ein Holzkreuz hängte und ihm gar eine Stacheldrahtkrone aufsetzte, verließ Angle umgehend unter Protest die Halle und drohte der ECW damit, sie zu verklagen, falls man ihn in der Aufzeichnung dieser Sendung im Fernsehen sehen sollte.

### World Wrestling Federation/Entertainment (1999–2006)
1999 absolvierte Angle ein Probetraining bei der Wrestlingpromotion World Wrestling Entertainment (WWE) und erhielt einen Fünfjahresvertrag. Nachdem er lange Zeit in Developement Camps der WWE aufgebaut wurde, debütierte er am 14. November 1999 bei den Survivor Series in Detroit/Michigan und besiegte Shawn Stasiak. Danach blieb er mehrere Wochen ungeschlagen, bis er beim Royal Rumble am 23. Januar 2000 vom damals debütierenden Tazz besiegt wurde. Kurt wurde als typischer, liebenswerter Amerikaner dargestellt, der sein Land und seinen Patriotismus nicht verhehlte. Dieses Gimmick war eine Anspielung auf die heldenhaften, superguten patriotischen Babyfaces der 80er Jahre. Allerdings war Angle in den Zeiten der Anti-Helden im Wrestling als Heel gedacht. Im Jahr 2000 gewann er das King-Of-The-Ring-Turnier. Angle, der aufgrund seiner Goldmedaille gut zu vermarkten war und von der WWE entsprechend gefördert wurde, erhielt alle wichtigen Einzeltitel der WWE in seinem ersten Profijahr.

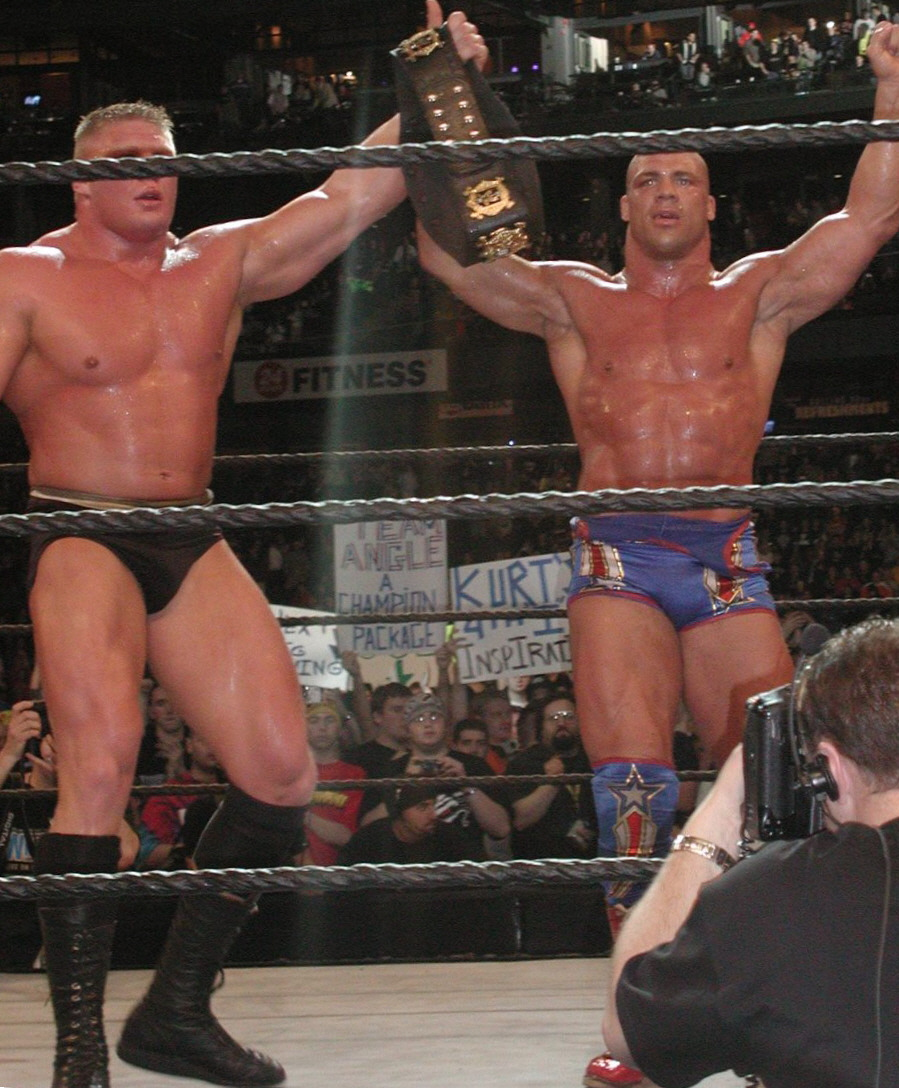
Lesnar und Angle nach ihrem Match bei WrestleMania XIX 2003

Im Rahmen einer Storyline verlor Angle 2002 bei dem Pay-Per-View-Event Judgment Day im Jahr 2002 ein Hair vs. Hair-Match gegen Edge. Angle musste sich kahl scheren lassen, behielt die Glatze allerdings auch nach dem Verlassen der WWE bei. Kurz vor Wrestlemania 20 im März 2004 wurde erneut eine Nackenverletzung bei ihm diagnostiziert. Angle trat mit bei Wrestlemania 20 um den Titel des WWE Champions gegen den Titelhalter Eddie Guerrero an, gewann den Titel jedoch nicht. Die Auszeit wegen der Verletzung erklärte die Wrestlingpromotion damit, dass Kurt Angle bei einem Chokeslam von The Big Show schwer verletzt worden sei. Die World Wrestling Entertainment schrieb, da Angle als Wrestler nicht einsatzfähig war, eine Storyline, in der sie ihn zum „General Manager“, also Sendungsdirektor, ihrer Fernsehshow Smackdown erklärte. Angle trat während dieser Zeit in einem Rollstuhl sitzend auf. Als Angle wieder Wrestlingmatches bestreiten konnte, leitete die Promotion eine Fehde mit Eddie Guerrero ein, indem sie Angle maskiert in ein Match von Guerrero eingreifen und diesen die Maskerade aufdecken ließ. Die Storyline des „General Managers“ beendete man, indem man Angle darin wegen Fehlentscheidungen „feuerte“.

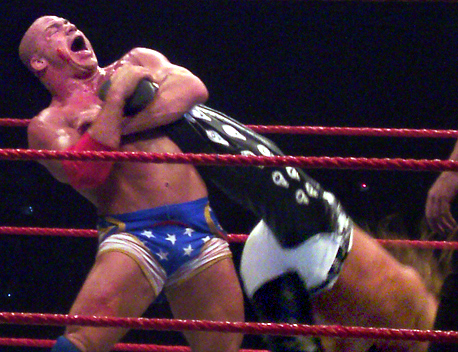
Angle mit dem Ankle Lock an Shawn Michaels

In den Folgejahren wurde Angle mehrmals zwischen den beiden WWE-Fernsehsendungen RAW und Smackdown hin- und zurückgewechselt. Im Rahmen einer Storyline kam es zu mehreren Matches, bei denen er seine Goldmedaille von den Olympischen Spielen als Preis einsetzte. Angle, der aufgrund seiner Ausbildung als Ringer als einer der technisch besten Wrestler angesehen wird, trat regelmäßig in den Pay-Per-View-Shows der WWE auf. Am 10. Januar 2006 erschien Kurt Angle, der im RAW-Roster der WWE war, in der WWE-TV-Sendung SmackDown!. Dort gewann er in einer Battle Royal am gleichen Abend die für vakant erklärte World Heavyweight Championship und wechselte aufgrund der Storyline wieder zum SmackDown!-Roster. Nach einigen Titelverteidigungen gegen Mark Henry oder den Undertaker verlor Angle seinen Titel in einem Triple-Threat-Match bei Wrestlemania 22, an dem auch Randy Orton beteiligt war, gegen Rey Mysterio. Mysterios Titelgewinn war als Ehrung für den im November 2005 verstorbenen Wrestler Eddie Guerrero gedacht, einen langjährigen Freund Mysterios.
Angle machte anschließend eine Verletzungspause, bevor ihn World Wrestling Entertainment in den Kader des neuen Rosters ECW schickte. Dort trat er wegen der Spätfolgen einer erlittenen Nackenverletzung nur selten auf. Dennoch nahm Kurt Angle in der Show ECW One Night Stand 2006 am 11. Juni 2006 als aktives Mitglied des ECW-Rosters teil. Er gewann durch Aufgabe gegen Randy Orton. Am 25. August 2006 verkündete World Wrestling Entertainment überraschend, dass Kurt Angle aus seinem laufenden Vertrag entlassen worden sei. Zunächst wurde angenommen, dass die Entlassung einseitig geschah, um Angle vor seiner eigenen Fahrlässigkeit zu schützen – er hatte eine längere Pause zur Regeneration und Auskurierung seiner chronischen Verletzungen stets abgelehnt. In einem emotionalen offenen Brief gab Angle eine Woche später bekannt, dass eine Äußerung seiner Ehefrau, sie habe ernsthafte Angst um sein Leben, sowie in einem kurz darauf folgenden Match bei einer Houseshow erlittene weitere Verletzungen ihn letztlich doch zu einem freiwilligen Rücktritt bewegt hätten. Die Möglichkeit einer Rückkehr in den Ring sprach Angle dabei jedoch explizit an.

### Total Nonstop Action Wrestling (2006–2016)

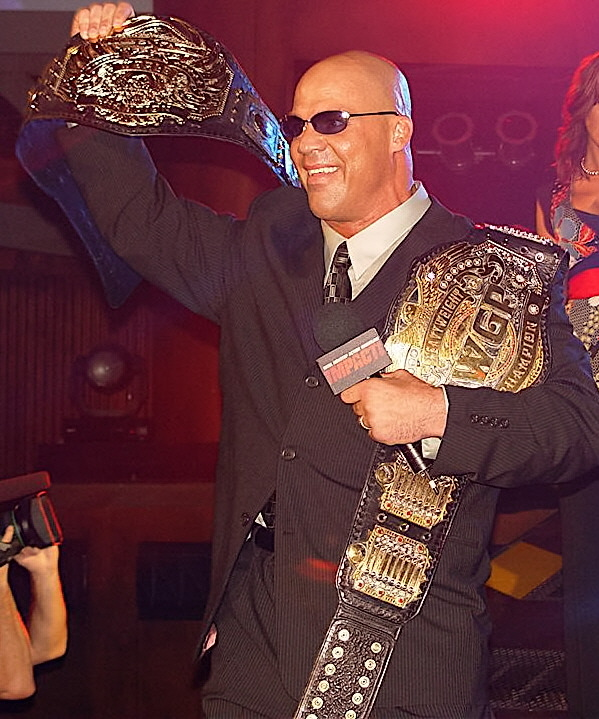
Angle als TNA World Heavyweight und IWGP Heavyweight Champion bei einer Impact Ausgabe 2007

In der Zwischenzeit wurde Angle nach seiner WWE-Entlassung von Dixie Carter, der Präsidentin von Total Nonstop Action Wrestling (TNA), unter Vertrag genommen. Die Vertragseinigung zwischen Kurt Angle und TNA galt als Überraschung, da Angle noch eine Woche zuvor über einen Wechsel zur UFC gesprochen und langfristig an ein Comeback bei WWE gedacht hatte. Bei TNA hat Angle deutlich weniger Auftritte. Angle erhielt eine Fehde mit dem zuvor ungeschlagenen Samoa Joe. Bei dem TNA Pay-Per-View-Event „Bound for Glory“ am 22. Oktober 2006 war Angle Sonderschiedsrichter beim Titelmatch zwischen den TNA Stars Jeff Jarrett und Sting. Nach dem für Angle erfolgreichen Ende der Storyline mit Samoa Joe wurde Angle dann zum Herausforderer auf den NWA World Heavyweight Titel erklärt, der von Christian Cage gehalten wurde. Beim Pay-Per-View-Event „Slammiversary“ der TNA erhielt Angle als erster die TNA World Heavyweight Championship. Zeitgleich wurde die NWA World Heavyweight Championship bei TNA ausgemustert und nicht mehr weiter verteidigt, da die geschäftliche Beziehung zwischen der NWA und TNA endete. Am 29. Juni 2007 gewann Angle die IGF Version des IWGP Heavyweight Championship von Brock Lesnar. Den Titel verlor Angle 2008 an (NJPW) IWGP Heavyweight Champion Shinsuke Nakamura, der beide Championships vereinigte.
Beim Hard Justice Pay-Per-View gewann Kurt Angle die TNA X Division Championship sowie die TNA World Tag Team Championship und hielt so alle Titel der Promotion gleichzeitig. Sting gewann das Recht Angles Tag-Team-Partner und Champion zu sein in einem Match gegen Samoa Joe, AJ Styles und Christian Cage am 27. August 2007 bei TNA iMPACT!. Beim folgenden Pay-Per-View verlor Angle den X Division Title gegen „Black Machismo“ Jay Lethal und den gemeinsam mit Sting gehaltenen Tag Team-Title gegen Team Pacman bestehend aus Adam „Pac Man“ Jones und Ron „The Truth“ Killings. Am 28. September 2007 wurde Kurt Angle wegen Alkohol am Steuer verhaftet. Das Problem daran war der bevorstehende und größte TNA-Event des Jahres, der „Bound for Glory“. Dort wird der aktuelle TNA World Heavyweight Champion als Headliner vorgesehen. Nachdem ein Autofahrer auf ihn aufmerksam wurde, wurde Angle gefasst und fiel anschließend durch einen Alkohol-Test. Eine Blutuntersuchung verweigerte er jedoch. Danach wurde Angle in ein örtliches Krankenhaus gebracht. Die Episode hatte jedoch keine Auswirkungen auf Angles wrestlerische Laufbahn.

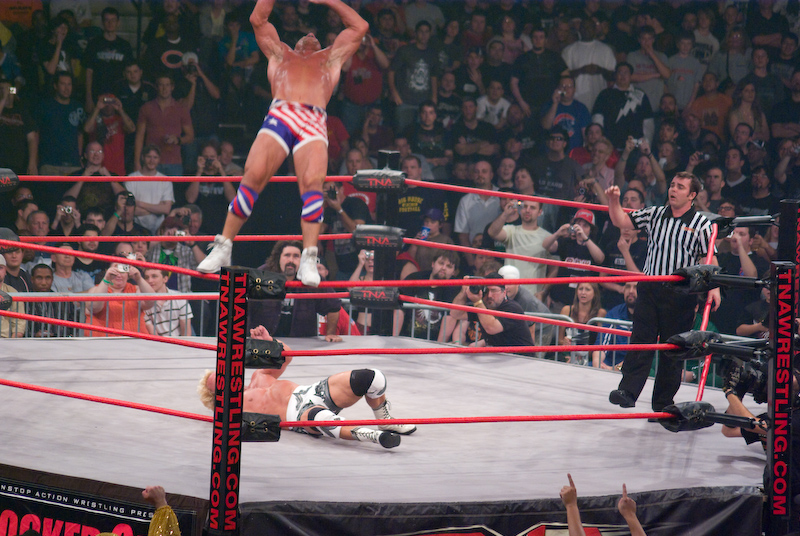
Angle mit dem Moonsault an Jeff Jarrett bei Bound to Glory IV 2008

Am 14. April 2008 verlor Angle den TNA Heavyweight-Titel beim PPV-Event „Lockdown“ an Samoa Joe. Beim PPV-Event „Sacrifice“ war ein Rückmatch angesetzt, an dem neben den beiden auch Scott Steiner teilnehmen sollte. Doch aufgrund einer Verletzung wurde Kurt durch Kaz ersetzt. Am 21. Juni 2009 konnte Angle zum vierten Mal TNA World Heavyweight Champion werden. Er besiegte Mick Foley, Jeff Jarrett, AJ Styles und Samoa Joe in einem King of the Mountain-Match bei der als Pay-per-View ausgestrahlten Großveranstaltung Slammiversary in Auburn Hills (Michigan), um neuer Champion zu werden. Angle verlor den Titel aber wieder im September an AJ Styles. Nach einigen Fehden in der mittleren Kampfkarte gewann er am 7. August 2011 bei der Großveranstaltung Hardcore Justice 2011 den World Heavyweighttitel von Sting. Er konnte sich mit diesem Titelgewinn als erster Wrestler von TNA diesen Titel insgesamt fünf Mal sichern. Am 18. Oktober 2011 verlor er den Titel bei den Aufzeichnungen zu Impact Wrestling an James Storm. Bei Slammiversary X am 10. Juni 2012 gewann Angle mit AJ Styles von Christopher Daniels und Kazarian zum zweiten Mal die TNA World Tag Team Championship, verlor ihn jedoch wieder bei Impact Wrestling am 28. Juni 2012 an selbige.
Am 2. Juni 2013 bei Slammiversary XI wurde Angle zum zweiten Mitglied der TNA Hall of Fame ernannt. Am 31. Januar 2015 durfte er Bobby Lashley besiegen und wurde somit zum sechsten Mal TNA World Heavyweight Champion. Nach 145 Tagen Titelregentschaft, musste er am 25. Juni 2015 den Titel an Ethan Carter III abgeben. Sein letztes Match für TNA bestritt er am 31. Januar 2016. Bei dieser 608. Ausgabe von Impact Wrestling, verlor er sein letztes Match gegen Bobby Lashley.

### Rückkehr zur WWE und Rücktritt
Nach seinem Abgang von TNA bestritt er zwischen März und November 2016 einige Matches in kleineren Promotions. Sein letztes Match vor seiner Rückkehr zur WWE, bestritt er am 3. März 2017 in einem Steel Cage-Match gegen Cody Rhodes. Am 16. Januar 2017 wurde angekündigt, dass Kurt Angle in die WWE Hall of Fame eingeführt wird. Bei Monday Night Raw vom 3. April 2017 ernannte WWE Chairman Vince McMahon Kurt Angle zum neuen General Manager der Show. Am 22. Oktober 2017 bestritt Angle zum ersten Mal seit elf Jahren ein Match bei WWE TLC 2017. Bei WrestleMania 34 gewann Angle ein Mixed-TagTeam-Match mit Ronda Rousey gegen Triple H und Stephanie McMahon, nachdem Stephanie in Rouseys Armbar aufgab. Ein letztes Mal stieg Angle bei WrestleMania 35 gegen Baron Corbin in den Ring und verlor, anschließend beendete er, wie bereits vorher angekündigt, seine aktive Karriere und wechselte in die Produktionsabteilung der Promotion.
Mitte April 2020 entließ die WWE Angle aufgrund Einsparungen wegen der globalen COVID-19-Pandemie. Beim Match zwischen Timothy Thatcher und Matt Riddle wurde Angle in der Rolle eines Special Guest Referees eingesetzt, zudem trat er nochmals am 29. Mai 2020 bei WWE SmackDown! auf, um dort Matt Riddles Aufstieg ins Main Roster zu begleiten. Einen erneuten Vertrag bei WWE lehnte Angle jedoch ab.

## Titel und Auszeichnungen

### Als Ringer

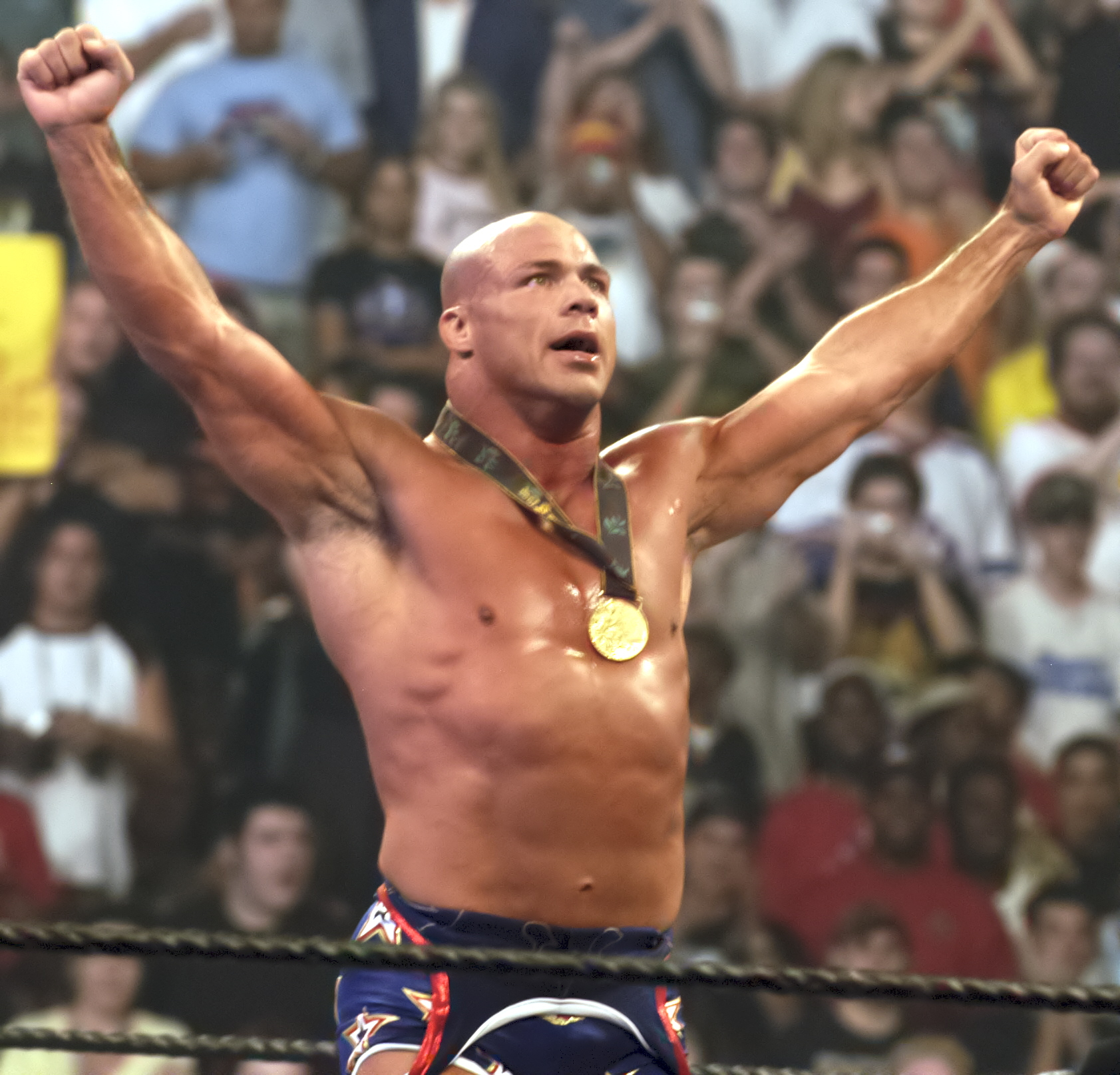
Angle mit seiner Olympischen Goldmedaille beim SummerSlam 2005

- 1987: Pennsylvania State Wrestling Champion
- 1987: USA Junior Freestyle Champion
- 1988 Clarion University Freshman of the Year
- 1988: FILA Junior World Freestyle Champion
- 1990: Canadian Cup Championship
- 1990–1992: NCAA Division I All-American
- 1990, 1992: NCAA Division I Champion
- 1995, 1996: USA Senior Freestyle Champion
- 1995: FILA World Championships Goldmedaille im Freistilringen 100 kg
- 1996: Olympische Sommerspiele Goldmedaille im Freistilringen Schwergewicht
- 2001: National Amateur Wrestling Hall of Fame
- 2001: USA Wrestling Hall of Fame
- 2016: International Sports Hall of Fame

### Als Wrestler
- Inoki Genome Federation

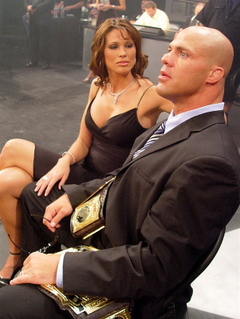
Angle als TNA World Tag Team Champion mit seiner Frau Karen bei einer Impact Ausgabe 2007

  - 1× IWGP Heavyweight Champion (IGF Version)

- Power Pro Wrestling
  - 1× PPW Heavyweight Champion

- Pro Wrestling Illustrated
  - 2001: Platz 1 der Top 500 Wrestler im PWI 500

- Total Nonstop Action Wrestling
  - 6× TNA World Heavyweight Champion
  - 2× TNA World Tag Team Champion jeweils 1× mit Sting und AJ Styles
  - 1× TNA X Division Champion
  - 2007, 2009: 2× King of the Mountain
  - 2013: Aufnahme in die Hall of Fame

- World Wrestling Federation/Entertainment
  - 1× WCW United States Champion
  - 1× World Champion
  - 1× World Heavyweight Champion
  - 4× WWE Champion
  - 1× WWE Tag Team Champion mit Chris Benoit (erster Titelträger)
  - 1× WWF European Champion
  - 1× WWF Hardcore Champion
  - 1× WWF Intercontinental Champion
  - 2000: King of the Ring
  - 2017: Aufnahme in die Hall of Fame

## Statistik im Ringen
| Ergebnis | Gegner                       | Datum           | Veranstaltung                   |
| -------- | ---------------------------- | --------------- | ------------------------------- |
| Sieg     | Kenan Şimşek                 | 13. August 1995 | Ringer-Weltmeisterschaften 1995 |
| Sieg     | Josef Glazer                 | 13. August 1995 | Ringer-Weltmeisterschaften 1995 |
| Sieg     | Oleg Ladik                   | 13. August 1995 | Ringer-Weltmeisterschaften 1995 |
| Sieg     | Arawat Sabejew               | 13. August 1995 | Ringer-Weltmeisterschaften 1995 |
| Sieg     | Dolgorsürengiin Sumjaabadsar | 30. Juli 1996   | Olympia 1996                    |
| Sieg     | Wilfredo Morales             | 30. Juli 1996   | Olympia 1996                    |
| Sieg     | Sagid Murtazaliev            | 31. Juli 1996   | Olympia 1996                    |
| Sieg     | Konstantin Aleksandrov       | 31. Juli 1996   | Olympia 1996                    |
| Sieg     | Abbas Jadidi                 | 31. Juli 1996   | Olympia 1996                    |